# Winterstettenstadt
Winterstettenstadt ist ein Ortsteil von Ingoldingen im Landkreis Biberach in Oberschwaben. Von 1243 bis ins 15. Jahrhundert hatte Winterstettenstadt die Stadtrechte.

## Beschreibung
Die verkehrsgeographische Lage Winterstettenstadts an einer steilen Erosionswand der Riß, bei ihrem Durchbruch durch den Endmoränenbogen, war ein entscheidendes Kriterium für die Entstehung der Schenkenburg Winterstetten und der ehemals selbständigen mittelalterlichen Stadt. Die schon während der Karolingerzeit entstandenen Siedlungen Siebenweiler und Siggenhaus sind abgegangen.
Im Jahre 1243, nach dem Tod des Burgherren Reichsschenk Konrad von Winterstetten, wurde Winterstettenstadt zur Stadt erhoben. Blutgerichtsbarkeit und einen Wochenmarkt erhielt Winterstettenstadt 1376. Ein aus dieser Zeit stammender, bekannter Minnesänger ist Schenk Ulrich von Winterstetten.
Die sich um einen Marktplatz gruppierende kleine Stadtanlage hat die Form eines Trapezes. Im Osten beim Haus Nr. 72 war das Biberacher Tor und im Westen beim Haus Nr. 45 befand sich das Schussenrieder Tor, auch Oberes Tor genannt. Das Biberacher Tor wurde 1846 abgerissen. Vom 1842 geschleiften Oberen Tor sind Skizzen des Biberacher Malers Eberhard Emminger vorhanden. Hinter Haus Nr. 45 ist die ehemalige Stadtummauerung in der Form einer Grabenböschung zu sehen.
Nach dem Verfall der Burg im 15. Jahrhundert verlor der Ort seinen städtischen Charakter. Im Jahr 1692 wurde Franz Antoni Rief aus Wolfartsweiler, heute zu Unterschwarzach zugehörig, zum Bürgermeister gewählt. Rief versuchte in den nächsten 30 Jahren seiner Amtszeit, die Stadtrechte gegenüber den Waldburgern zu verteidigen. Kaiser Karl VI. schlichtete den Streit 1722. Die Stadt, stets im Schatten von Biberach an der Riß, wurde immer unbedeutender. 1806 wurde Winterstettenstadt in das Königreich Württemberg eingegliedert, in eine Dorf-Schultheißerei umgewandelt und vom königlichen Oberamt Waldsee aus verwaltet. Im Zuge der Verwaltungsreform verlor es am 1. Januar 1975 seinen Status als selbständige Gemeinde und wurde nach Ingoldingen eingemeindet. Schon 1969/70 wurde das Baugebiet Ränkle erschlossen. Zusammen mit Wiesenhölzle dokumentieren die insgesamt 45 darin errichteten Häuser den Funktionswandel des Dorfes zu einem Pendlerwohnort.
Winterstettenstadt hat einen Kindergarten und eine Außenstelle der Grundschule Ingoldingen.
Durch Winterstettenstadt verläuft der Oberschwäbische Jakobsweg und der Martinusweg in der Diözese Rottenburg-Stuttgart.

## Bauwerke
- Burg Buchbühl
- Burg Burgberg
- Burg Winterstetten
- Burgstall Winterstettenstadt

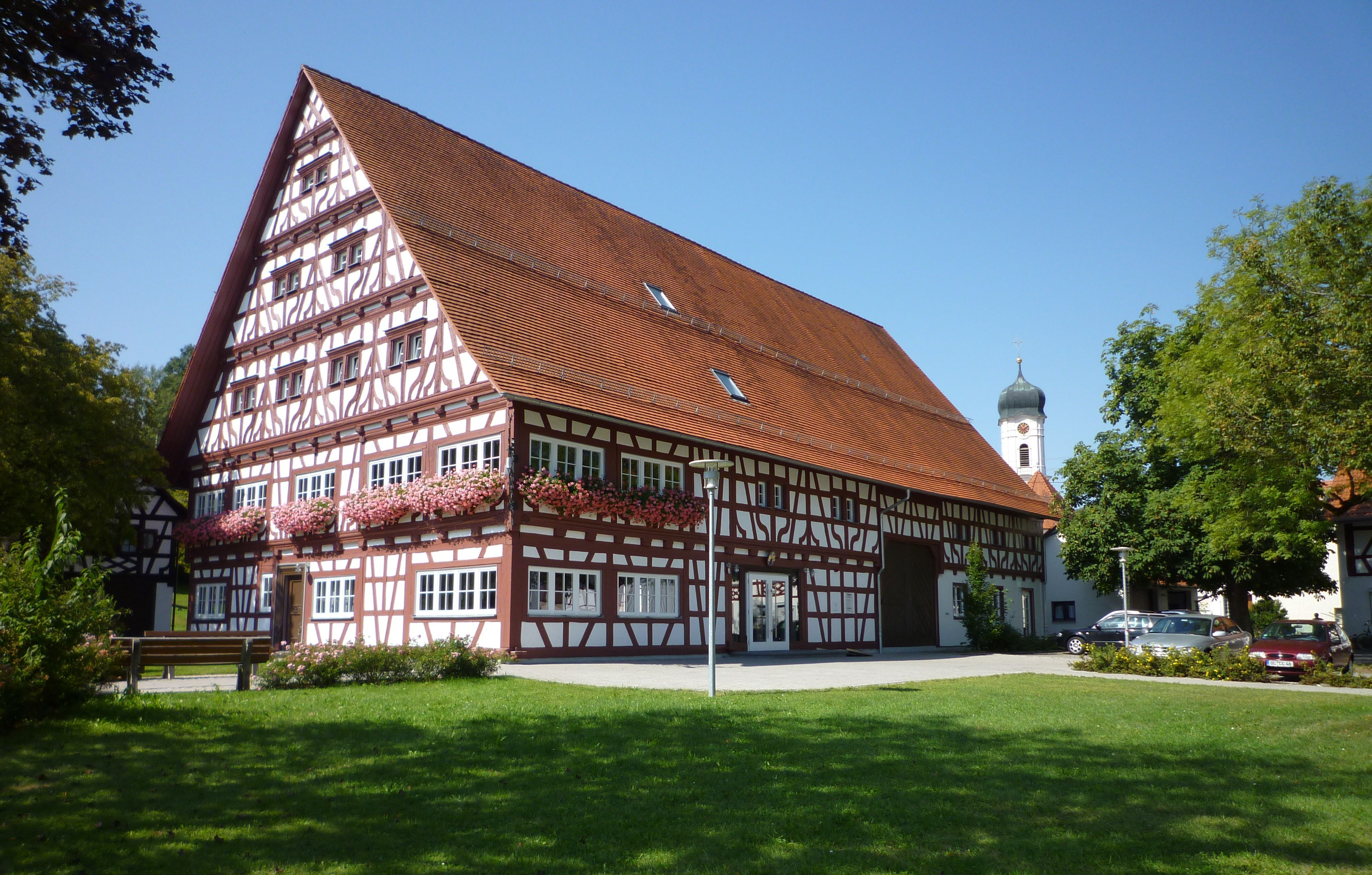
Rief-Haus aus dem Jahre 1702 (2009)

- Pfarrkirche St. Georg 1720/25 neu erbaut
- Friedhofskapelle beim Friedhof
- Rief-Haus vormals Haller’sche Hof erbaut 1702 von Bürgermeister und Hirschwirt Franz Antoni Rief.[2]

## Persönlichkeiten
- Ulrich von Winterstetten, Minnesänger
- Wilhelm Maucher (1879–1930) war ein deutscher Mineraloge und Entdecker des nach ihm benannten Minerals  Maucherit
- Joseph Christ (1731–1788), Barockmaler